# Орнок (Нарынская область)
Орнок (кирг. Өрнөк) — село в Нарынском районе Нарынской области Кыргызстана. Входит в состав Мин-Булакского айылного аймака.

## География
Село расположено в центральной части области, к северу от реки Нарына, на расстоянии приблизительно 11 километров (по прямой) к северо-северо-западу от города Нарын, административного центра области и района. Абсолютная высота — 2210 метров над уровнем моря.

## Население
Согласно оценочным данным Национального статистического комитета Кыргызской Республики, численность населения села на начало 2023 года составляла 635 человек.
| год     | 2009 | 2014 | 2015 | 2020 | 2021 | 2023 |
| ------- | ---- | ---- | ---- | ---- | ---- | ---- |
| человек | 433  | 564  | 538  | 604  | 618  | 635  |